# Pytilia
Pytilia és un gènere d'ocells de la família dels estríldids (Estrildidae). Es distribueixen per tota Àfrica.

## Taxonomia i etimologia
El gènere Pytilia va ser descrit el 1837 pel naturalista anglès William Swainson per a l'estrilda ala-roja.
Un estudi filogenètic molecular va demostrar que el gènere és basal a un clade que conté altres estrildes dels gèneres Euschistospiza, Hypargos i Clytospiza i els amarants de Lagonosticta.
El nom Pytilia és un diminutiu del gènere Pitylus que havia estat introduït el 1829 pel naturalista francès Georges Cuvier per als durbecs.
Segons la Classificació del Congrés Ornitològic Internacional (versió 15.1, 2025) aquest gènere està format per cinc espècies:
- Pytilia melba - bec de coral melba.
- Pytilia afra - bec de coral d'ales taronja.
- Pytilia phoenicoptera - estrilda ala-roja.
- Pytilia lineata - bec de coral d'Etiòpia.
- Pytilia hypogrammica - estrilda alagroga.